# Иван Манев
Иван Томов Манев е български политик от БКП и синдикален деец.

## Биография
Роден е на 7 ноември 1887 г. в град Панагюрище. Завършва гимназия и записва право в Софийския университет.
Участва в освиркването на княз Фердинанд при откриването на Народния театър (1907). Изключен от Софийския университет. Заминава за Швейцария, където завършва право и философия.
Член на БКП от 1919 г. Участва в работата на ОРСС и се противопоставя на реформистките течения в него. Работи като адвокат.
През август 1923 е включен в Централният комитет на БКП. След Деветоюнският преврат срещу правителството на БЗНС Манев се присъединява към вътрешната опозиция в партията, която се противопоставя на курса на "неутралитет'' наложен от ЦК. През месеците юни и юли в БКП тече силен дебат относно преустановяване на легалната тактика наложена от ЦК и задаване на курс към въоръжено въстание, налагано от Коминтерна. С участието на Манев като член на ЦК по време на заседанието на 5-7 август позицията на БКП се променя и партията възприема резолюция организиране на въоръжено въстание:
"Превратът от 9 юни отвори кризата около властта, изходът на която не може да бъде друг освен въоръжено въстание на народните маси в името на работническо-селско правителство".
Участва в Септемврийското въстание (1923). След него е избран за член на ЦК на БКП. Като такъв активно се противопоставя на десните ликвидатори в БКП. На Витошката нелегална конференция е избран за политически секретар на БКП.
По време на априлските събития от 1925 г. е обкръжен от полиция и се самоубива, за да не бъде арестуван.